# Chlidichthys auratus
Chlidichthys auratus, thường được gọi là cá đạm bì vàng, là một loài cá biển thuộc chi Chlidichthys trong họ Cá đạm bì. Loài này được mô tả lần đầu tiên vào năm 1975.
Từ auratus trong tên của loài này bắt nguồn từ tiếng Latin, có nghĩa là "vàng", ám chỉ sắc vàng trên thân của nó.

## Phân bố và môi trường sống
C. auratus phân bố rộng khắp Biển Đỏ, và được tìm thấy vịnh Aqaba trải dài về phía nam đến Karaman. C. auratus thường sống xung quanh các rạn san hô ở độ sâu khoảng 2 – 30 m.

## Mô tả
C. auratus trưởng thành dài khoảng 4 cm. Thân và đầu của C. auratus có màu vàng hoặc cam, sọc lưng và vây lưng có màu cam sáng. Mõm có màu lam xám hoặc hơi cam. Mống mắt có màu cam. Vây lưng, đuôi và vây hậu môn có màu đỏ cam, trong suốt. Vây ngực và vây bụng hơi ửng hồng.
Số ngạnh ở vây lưng: 2; Số vây tia mềm ở vây lưng: 22 - 23; Số ngạnh ở vây hậu môn: 3; Số vây tia mềm ở vây hậu môn: 13 - 15; Số vây tia mềm ở vây bụng: 15 - 17; Số ngạnh ở vây bụng: 1; Số vây tia mềm ở vây bụng: 4.
Thức ăn của C. auratus có lẽ là rong tảo và các sinh vật phù du nhỏ.